# Dekanat sompoleński
Dekanat sompoleński – jeden z 33 dekanatów rzymskokatolickiej diecezji włocławskiej.
W skład dekanatu wchodzą następujące parafie:
- parafia św. Marii Magdaleny w Sompolnie
- parafia Wniebowzięcia NMP w Dębach Szlacheckich
- parafia św. Wawrzyńca w Lubotyniu
- parafia św. Jadwigi w Lubstowie
- parafia św. Mateusza Apostoła w Lubstówku
- parafia św. Andrzeja Apostoła w Mąkolnie
- parafia Narodzenia Najświętszej Maryi Panny w Racięcicach

Dziekan dekanatu sompoleńskiego
- ks. kan. Mirosław Lament - proboszcz parafii Sompolno

Wicedziekan:
- ks. kan. Piotr Przybylski - proboszcz parafii Lubstówek

Ojciec duchowny
- ks. Zbigniew Barcz - proboszcz parafii Racięcice